# Mark Schwahn
Mark Schwahn (ur. 1966) – amerykański scenarzysta i reżyser filmowy i telewizyjny, twórca i producent filmowy serialu The CW Pogoda na miłość (One Tree Hill, 2003–2006). Wystąpił w nim nawet jako Max, właściciel sklepu muzycznego, w odcinku 4x10.

## Życiorys
Dorastał w Pontiac, w stanie Illinois. Uczęszczał do szkoły filmowej na University of Maryland, College Park. Debiutował jako scenarzysta i reżyser dramatu 35 mil z normalności (35 Miles from Normal, 1997) z Peterem Burnsem. Napisał scenariusz do komedii romantycznej Wszystkie chwyty dozwolone (Whatever it Takes, 2000) z Jodi Lyn O’Keefe, Shane West, Marlą Sokoloff, Jamesem Franco, Kipem Pardue i Colinem Hanksem, czarnej komedii Egzamin dojrzałości (The Perfect Score, 2004) z Eriką Christensen, Chrisem Evans, Bryanem Greenbergiem, Scarlett Johansson i Matthew Lillardem oraz dramatu sportowego Trener (Coach Carter, 2005) z Samuelem L. Jacksonem.